# Collada de les Cargolines
La Collada de les Cargolines és un coll a 626,7 m. alt. del terme municipal de Tremp, a dins de l'antic terme de Fígols de Tremp.
És a llevant de Fígols de Tremp, al nord del Pla de Nascala i a llevant també de lo Tossal.
Hi passa la carretera C-1311 de Tremp al Pont de Montanyana, en el seu punt quilomètric número 20,6.